# 维也纳 (路易斯安那州)
维也纳（英語：Vienna），是美国路易斯安那州林肯堂區下属的一座城市。根据2010年美国人口普查，该市有人口386人。建置上，属于“town”。